# Ofensivas da oposição síria em 2024
Em 27 de novembro de 2024, uma coligação de grupos de oposição sírios chamada Comando de Operações Militares liderada por Hay'at Tahrir al-Sham (HTS) e outros grupos apoiados pela Turquia lançou uma ofensiva contra as forças pró-governamentais do Exército Árabe Sírio (EAS) nas províncias de Idlib, Alepo e Hama, na Síria.
Chamado de Dissuasão da Agressão pelo HTS e declarado como tendo sido lançado em retaliação ao aumento dos bombardeamentos do EAS contra civis na zona rural de Alepo Ocidental, é a primeira vez que as forças da oposição lançam um ataque desde o cessar-fogo de Idlib em março de 2020.
Em 29 de novembro de 2024, o HTS e as Forças Democráticas Sírias entraram em Alepo e capturaram a maior parte da cidade, em meio ao colapso das forças pró-governo. No dia seguinte, as forças da oposição fizeram avanços rápidos, capturando dezenas de cidades e aldeias enquanto as forças pró-governamentais se desintegravam e avançavam em direção a Hama, no centro da Síria.
Na virada de 7 para 8 de dezembro, foi anunciado que Bashar al-Assad havia deixado Damasco. As forças rebeldes então marcharam pela capital, sem oposição, encerrando cinquenta e três anos de governo da Família Assad.

## Contexto
Desde o acordo de cessar-fogo de Idlib de março de 2020, cessaram as operações em grande escala entre as forças da oposição e as forças pró-governamentais no noroeste da Síria. No entanto, os grupos de oposição baseados no noroeste da Síria prepararam-se para o reinício das hostilidades, com o HTS em particular a reforçar as suas capacidades militares através da reforma das suas estruturas numa "força armada convencional", melhorando o treino e criando forças especiais especializadas em ataques e operações nocturnas. De acordo com o Kyiv Post, os rebeldes baseados em Idlib receberam algum treino e outro apoio da Direcção Principal de Inteligência da Ucrânia.  Entretanto, o governo sírio sofria de corrupção crescente, com o pesquisador Charles Lister descrevendo-o como o "maior narcoestado do mundo", cuja "elite empresarial corrupta e uma poderosa rede de comandantes militares, líderes de milícias e senhores da guerra" eram mantidos unidos pelas receitas do tráfico de drogas, especialmente o tráfico de fenetilina. A partir do final de 2022, as forças do HTS lançaram uma série de ataques de infiltração e de franco-atiradores contra as forças governamentais, levando à ofensiva. Aleppo tem sido controlada pelo governo de Bashar al-Assad e pelas milícias apoiadas pelo Irã desde a ofensiva de Alepo em 2016.
Em outubro de 2024, foi iniciada uma grande mobilização do HTS e das forças governamentais na zona rural de Alepo, uma vez que os rebeldes sírios relataram que se preparavam há meses para uma ofensiva em larga escala contra as forças governamentais na cidade de Alepo. Em 26 de novembro de 2024, a artilharia das forças governamentais atingiu a cidade de Ariha, controlada pela oposição, matando e ferindo 16 civis.

## Ofensiva
Em 27 de novembro de 2024, o HTS anunciou que havia lançado uma ofensiva denominada "Dissuasão da Agressão" contra as forças pró-governamentais na província ocidental de Alepo. A oposição síria afirmou que a ofensiva foi uma resposta ao recente bombardeamento de artilharia do governo sírio de Bashar al-Assad contra Idlib, controlada pelos rebeldes, que matou pelo menos 30 civis.

### Avanços iniciais
Durante as primeiras dez horas da ofensiva, o HTS capturou 20 cidades e aldeias das forças pró-governo, incluindo as cidades de Urm al-Kubra, Anjara, Urm al-Sughra, Sheikh Aqil, Bara, Ajil, Awijil, al-Hawtah, Tal al-Dabaa, Hayr Darkal, Qubtan al-Jabal, al-Saloum, al-Qasimiyah, Kafr Bisin, Hawr, Aznaz e Basratoun. Além disso, a base do 46º regimento das forças governamentais foi sitiada pelo HTS e capturada algumas horas depois.  O Observatório Sírio de Direitos Humanos informou que 37 soldados do governo sírio e milícias aliadas e 60 combatentes das forças da oposição foram mortos nos confrontos. Uma unidade das forças especiais russas foi emboscada por rebeldes, que mais tarde publicaram fotos de um soldado russo morto e equipamentos capturados. Em resposta, as forças sírias e russas lançaram ataques aéreos em áreas controladas por grupos rebeldes. Os combatentes russos também realizaram ataques aéreos em torno de Atarib, Darat Izza e aldeias vizinhas, enquanto as forças governamentais bombardearam Idlib, Ariha, Sarmada e outras áreas controladas pelos rebeldes no sul da província de Idlib.
Em 28 de novembro, o HTS lançou uma ofensiva na zona rural oriental de Idlib, capturando as aldeias de Dadikh, Kafr Batikh e Sheikh Ali, bem como um bairro na cidade de Saraqib. Esse avanço os colocou a dois quilômetros da rodovia M5, uma rota estratégica que havia sido protegida pelas forças pró-governo em 2020. O HTS também atacou o aeroporto de al-Nayrab, localizado a leste de Alepo, onde militantes apoiados pelo Irã estão presentes. Na segunda metade do dia, o HTS capturou as aldeias de Kafr Basin, Arnaz e Al-Zarba na zona rural ocidental de Alepo e cortou a auto-estrada M5. Os rebeldes sírios capturaram cerca de 40 cidades e vilas no total até o final do dia.
Um ataque aéreo russo matou quinze civis em Atarib, na zona rural ocidental de Alepo. Outros quatro foram mortos num ataque aéreo sírio ou russo em Darat Izza. A comunicação social estatal iraniana informou que o brigadeiro-general Kioumars Pourhashemi, do Corpo da Guarda Revolucionária Islâmica, que serviu como conselheiro militar sénior na Síria, foi morto por rebeldes em Alepo. Um combatente das Forças Democráticas Sírias (FDS) foi morto por um ataque de drones turcos no norte da província de Raca.
Em 29 de novembro, o HTS capturou as aldeias de Tal Karatabeen, Abu Qansa e Al-Talhiya na zona rural de Idlib e Al-Mansoura, Jab Kas e Al-Bawabiya na zona rural de Aleppo. Os fortes combates em torno da cidade de Saraqib continuaram. Nessa altura, outros grupos islâmicos sediados em Idlib apoiavam o avanço do HTS, incluindo Ajnad al-Kavkaz, Liwa al-Muhajireen wal-Ansar,  e o Partido Islâmico do Turquestão na Síria.  Quatro civis foram mortos e outros dois ficaram feridos pelo bombardeio do HTS no bairro de al-Hamdaniya, na cidade de Alepo. Um ataque das Forças Democráticas Sírias (FDS) foi realizado perto de Al-Bab, com 15 combatentes do SNA morrendo. Sete combatentes do SNA foram mortos num ataque aéreo russo a um quartel-general militar do SNA em Mare'. Quatro civis também foram mortos em ataques aéreos russos separados em Idlib.

### Batalha de Alepo
Em 29 de novembro, as forças da oposição entraram nos distritos de Hamdaniya e Nova Alepo, na cidade de Alepo, após realizarem um duplo ataque suicida com dois carros-bomba. Durante a segunda metade do dia, as forças da oposição tomaram cinco distritos da cidade de Alepo. Conflitos foram relatados em outras partes da cidade, incluindo o centro. Vinte outras cidades e vilas foram capturadas pelas forças da oposição, incluindo a cidade estratégica de Saraqib em meio ao colapso das linhas de defesa das forças pró-governo. Outras cidades capturadas pelas forças da oposição incluíram Khan al-Sabil, At-Talhiyah, At-Tarnabah e Jobas na zona rural de Idlib e as cidades de Khan Touman, Shagheidele, Khalasa, Al-Hadir, Al-Qarasi, Barna, Al-Eis, Talhadiya, Zitan, Al-Mansoura e Al-Bawabiya na zona rural de Alepo.
No final de 29 de novembro de 2024, as forças da oposição capturaram partes dos distritos de Al-Sukariyya, Al-Furqan, Al-Adhamiya e Saif al-Dawla da cidade de Alepo, além de terem afirmado ter tomado o controle de sua praça principal.
Nas primeiras horas de 30 de novembro de 2024, as forças rebeldes capturaram a Cidadela de Alepo, a sede do governo na cidade, bem como "mais da metade da cidade de Alepo". Pela manhã, as forças rebeldes tomaram o controlo da maior parte de Alepo, forçando as tropas pró-governamentais a recuar em direcção a as-Safirah.
Em outras partes da Síria, os rebeldes capturaram 39 cidades e vilas, incluindo a cidade de Abu al-Duhur. As forças pró-governo recuaram da maior parte da província de Idlib, com exceção de Maarat al-Numan, Khan Shaykhun e Kafranbel. Na região de Alepo, as forças pró-governamentais retiraram-se para o aeroporto de Alepo, Maskanah, As Safirah e estrada Khanaser. À tarde, as forças da oposição capturaram Maarat al-Numan, e o número de cidades e vilas que caíram nas mãos das forças rebeldes durante o dia aumentou para mais de 50.
Um ataque aéreo, alegadamente de origem russa, matou 16 civis e feriu outros 20 na cidade de Alepo.

### Retirada do governo e avanços das FDS
Em 30 de novembro de 2024, em meio ao colapso das forças pró-governamentais no noroeste da Síria, as Forças Democráticas Sírias (FDS), de maioria curda, entraram nas cidades de Dayr Hafir, Tell Aran, Tell Hasel e no distrito de Shaykh Najjar, na cidade de Alepo, substituindo as forças pró-governamentais. À tarde, as FDS capturaram o Aeroporto Internacional de Alepo e as cidades de Nubl e Al-Zahraa, após a retirada das forças pró-governamentais. Foram relatados confrontos entre rebeldes apoiados pela Turquia e as FDS na região de Tell Abyad, no norte da província de Raca.
Ao mesmo tempo, em 30 de novembro, o Exército Nacional Sírio (ELS), apoiado pela Turquia, localizado na região do Escudo do Eufrates, no norte da Síria ocupada pela Turquia, anunciou o início da "Operação Amanhecer da Liberdade", com o objetivo de cortar as redes de suprimentos das FDS e estabelecer um corredor conectando al-Bab a Tel Rifaat. As forças do SNA capturaram a cidade de Tadef das forças pró-governamentais durante os seus avanços, à medida que as forças pró-governamentais começaram a retirar-se da região.

### Avanços em direção a Hama
Na noite de 30 de novembro de 2024, as forças da oposição lideradas pelo HTS avançaram rapidamente na província de Hama e capturaram dezenas de cidades e aldeias no campo, incluindo Halfaya, Morek, al-Lataminah, Kafr Zita, Qalaat al-Madiq, Kafr. Nabudah, Karnaz, Lahaya, al-Buwaydah, Latmin, Sawran, al-Mughayyir, Maardis, Al-Suqaylabiyah, Mharda e Taybat al-Imam. Na região de Alepo, os rebeldes terão tomado o controle do aeroporto de Alepo depois de as tropas locais das Forças Democráticas Sírias (FDS) terem optado pela retirada. As forças pró-governamentais começaram a retirar-se tanto da cidade de Hama como da sua base aérea, embora isto tenha sido negado pelo Ministério da Defesa. Às 19h (horário local da Síria, UTC+3:00), as forças do HTS cercaram e começaram a aproximar-se de Hama, capturando pelo menos seis aldeias. Entretanto, Israel teria disparado projéteis de artilharia contra territórios controlados pelo governo perto das Colinas de Golã ocupadas e homens armados locais de Talbiseh atacaram as forças do Exército Árabe Sírio na autoestrada entre Hama e Homs, ferindo seis pessoas.
Nas primeiras horas de 1º de dezembro de 2024, forças pró-governo estabeleceram novas posições militares nos arredores de Hama e na zona rural do norte. Reforços foram enviados para Jabal Zayn al-Abidin e para as cidades de Taybat al Imam, Qamhana e Khitab. A Rússia lançou ataques aéreos contra cidades capturadas pelos rebeldes nas regiões de Idlib e Hama, incluindo Morek, Khan Sheikhoun, Kafranbel, Hazarin e Tal Kawkabah. Na cidade de Idlib, um ataque aéreo russo contra um campo de refugiados matou nove civis e feriu outros 62. Um ataque aéreo russo separado, que teve como alvo o hospital universitário de Alepo, matou 8 civis. À tarde, o Exército Nacional Sírio (ELS) havia capturado as cidades de as-Safirah, Khanasir e a base aérea de Kuweires, enquanto confrontos ocorreram entre o ELS e as FDS no distrito de Sheikh Najjar, na cidade de Aleppo. Ao mesmo tempo, o HTS capturou a central termoeléctrica, a escola de artilharia de campanha e a academia militar nos arredores da cidade de Alepo.

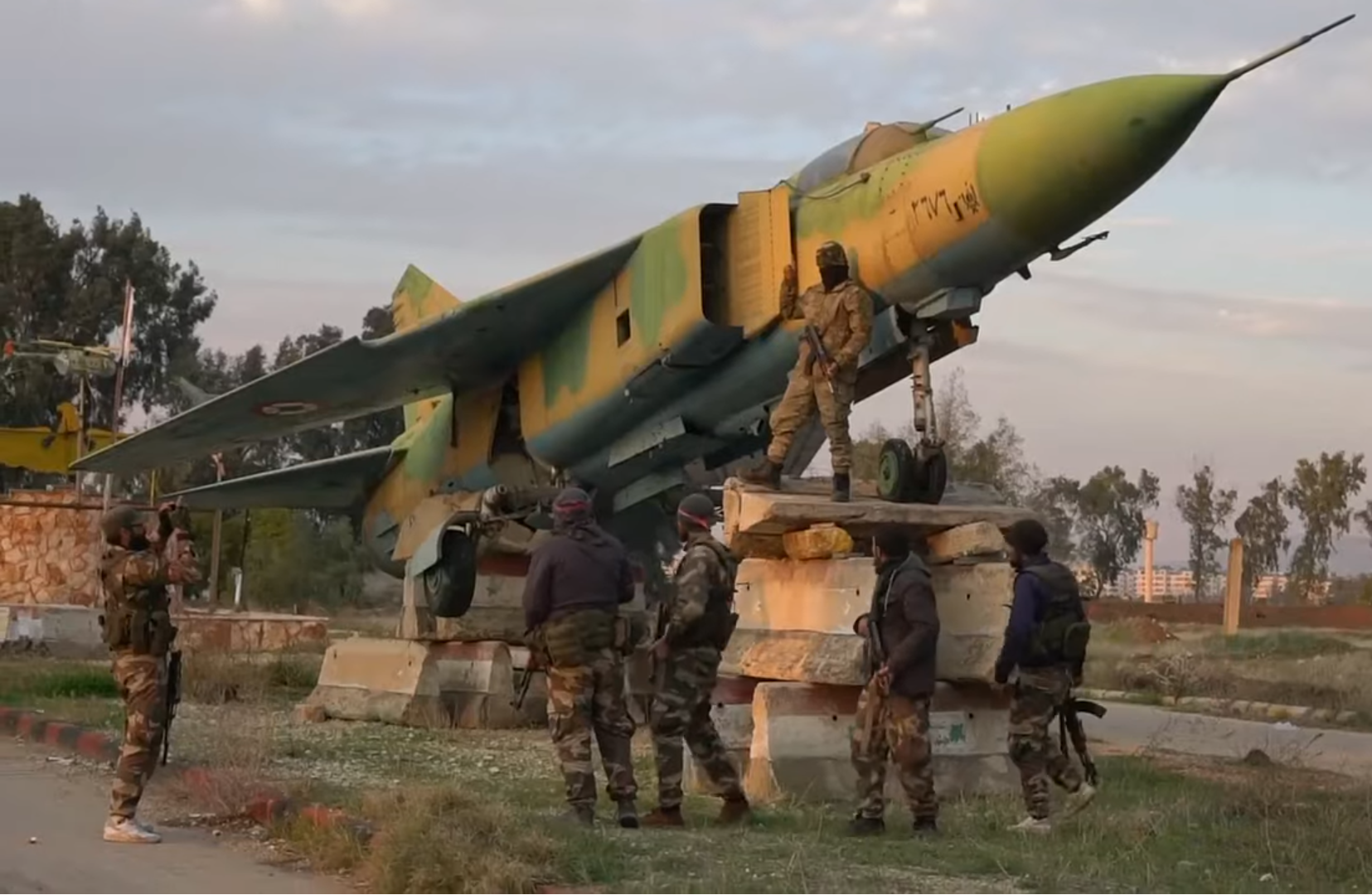
Rebeldes sírios no Aeroporto Militar de Hama.

Na noite de 1º de dezembro de 2024, o ELS lançou uma ofensiva na cidade de Tell Rifaat, controlada pelas SDF, capturando a cidade junto com várias aldeias vizinhas, incluindo Shwargha, Menagh, Maranaz, Kafrnaya, Sheikh Issa, Deir Jamal e Ain Daqna. As restantes cidades controladas pelas FDS na região foram sitiadas e ficaram sem comunicações após terem sido cercadas pelas forças da oposição.
Em 5 de dezembro, forças de oposição síria entraram na parte nordeste de Hama. Ataques aéreos pró-governo Assad foram relatados no lado leste, simultaneamente com o combate às forças de oposição. À tarde, os rebeldes estabeleceram controle total sobre a cidade, enquanto as forças pró-regime se retiravam. Em um comunicado, o governo sírio disse que suas "unidades militares foram realocadas e reposicionadas fora da cidade" para "preservar as vidas de civis" depois que as forças da oposição conseguiram "penetrar em várias partes da cidade".

### Avanço contra Homs
Ainda em 5 de dezembro, logo após a queda de Hama (e uma semana após a conquista de Alepo), foi anunciado que as forças pró-governamentais se retiraram das cidades de Salamiyah e Talbiseh, em direção da cidade de Homs (a terceira maior cidade da Síria) horas após sua retirada de Hama, quando os rebeldes se aproximaram dos arredores da antiga cidade. À noite, tropas rebeldes e jihadistas entraram em Salamiyah sem que houvesse resistência, após chegarem a um acordo com os anciãos da cidade e seu conselho religioso ismaelita. À noite, as forças da oposição chegaram aos arredores de Arrastã e capturaram uma base militar pró-Assad ao norte dela. Simultaneamente ao avanço da oposição, aeronaves russas bombardearam a ponte principal que conectava Homs e Hama, em uma tentativa de desacelerar o avanço rebelde.
Em 8 de dezembro, Homs, a terceira maior cidade da Síria, caiu para os rebeldes após as tropas do regime Assad abandonarem suas posições em massa.

### Captura de Daraa, Sueida, Deir ez-Zor e Palmira
Na noite de 6 de dezembro de 2024, forças da Frente do Sul capturaram a capital regional da província de Sueida, no sul da Síria, após as forças pró-governo se retirarem da cidade. Simultaneamente, as Forças Democráticas da Síria (SDF) capturaram a capital provincial de Deir ez-Zor das forças pró-governo, que também abandonaram a cidade de Palmira, na região central de Homs. À meia-noite, forças de oposição na província de Daraa, no sul, capturaram sua capital provincial, bem como 90% de toda a província, enquanto as forças pró-Assad recuavam em direção à capital, Damasco. Enquanto isso, o Exército Livre da Síria, um grupo rebelde diferente apoiado pelos Estados Unidos, assumiu o controle de Palmira em uma ofensiva lançada a partir da "zona de desconflicto" de al-Tanf.
Em 7 de dezembro de 2024, forças pró-governo se retiraram da região de Quneitra, que faz fronteira com as Colinas de Golã ocupadas por Israel. Naquele dia, o exército israelense ajudou a UNDOF (Força das Nações Unidas para Observação da Separação) a repelir um ataque.

### Queda de Damasco
Ainda em 7 de dezembro de 2024, forças de oposição entraram na região de Rif Dimashq (a zona rural ao redor da capital) pelo sul e chegaram a vinte quilômetros de Damasco. Simultaneamente ao avanço em direção na capital nacional, forças de oposição no norte lançaram uma ofensiva na cidade de Homs. Na região de Rif Dimashq, forças pró-Assad se retiraram das cidades de Assal al-Ward, Iabrude, Flitah, Al-Naseriyah e Artouz, enquanto os rebeldes chegaram a dez quilômetros de Damasco. Ao anoitecer, forças pró-governo haviam deixado as cidades nos arredores de Damasco, incluindo Jaramana, Qatana, Muadamiyat al-Sham, Darayya, Al-Kiswah, Al-Dumayr e áreas próximas à Base Aérea de Mezzeh. Mais tarde, foi relatado que as forças rebeldes alcançaram os subúrbios de Damasco.
Nas primeiras horas de 8 de dezembro de 2024, grupos de oposição no norte capturaram Homs e isolaram a capital do resto do país, e então começaram a avançar em direção a Damasco em si. Foi relatado então que os rebeldes conseguiram entrar no bairro de Barzeh, em Damasco, sem muita resistência. Naquele dia, o comando do Exército Sírio informou seus oficiais de que o governo de Assad havia terminado e o primeiro-ministro Mohammad Ghazi al-Jalali anunciou que estava pronto "para cooperar com qualquer liderança escolhida pelo povo". Assim, o regime da Família Assad, que governo a Síria por mais de cinquenta anos, finalmente caiu.

## Reações
- Síria Baathista: O Exército Sírio descreveu a ofensiva como “um ataque terrorista enorme e em grande escala”, no qual “um grande número de terroristas usando armas médias e pesadas” atacou vilarejos, cidades e instalações militares.[29] Em 30 de novembro, o governo sírio anunciou uma “retirada temporária das tropas” de Alepo.[88] Em 30 de novembro, um comentarista pró-governo da TV estatal síria disse que “os reforços e a assistência da Rússia repeliriam os grupos terroristas” e culpou a Turquia por apoiar o avanço dos insurgentes nas províncias de Aleppo e Idlib.[89]
- Oposição Síria: Hassan Abdelghani, porta-voz da coalizão rebelde síria, declarou que os alvos da operação são as forças de Assad e as milícias iranianas, que ele acusou de trazer “devastação, morte e assassinatos para a região”, enquanto “explorava as populações árabes e muçulmanas” para promover seus “planos de sabotagem” sob “o pretexto de resistência”.[20]
- Curdistão sírio: Mobilizou forças contra o HTS e denunciou os ataques, com o porta-voz da FDS, Farhad Shamî, declarando que os ataques eram uma tentativa de impedir a paz na Síria.[90][91]
- Irã: O ministro das Relações Exteriores, Abbas Araghchi, descreveu a ofensiva como “um complô orquestrado pelos EUA e pelo regime sionista após a derrota do regime no Líbano e na Palestina”.[92]
- Turquia: O Ministério das Relações Exteriores pediu o fim dos ataques aéreos em Idlib e exigiu que “seja evitada uma maior instabilidade e que os civis não sejam prejudicados”.[93]
- Russia: O porta-voz da presidência, Dmitry Peskov, chamou a ofensiva de “uma violação da soberania da Síria nessa região”.[92]

## Análise
O Hezbollah, que foi um grande aliado do governo sírio durante a guerra civil, foi severamente enfraquecido durante sua guerra com Israel. As mortes de Hassan Nasrallah e de grande parte de sua liderança militar, combinadas com a transferência de combatentes do Hezbollah da Síria de volta para o Líbano, deixaram um grande vácuo de poder. Com os militares russos concentrados na invasão da Ucrânia e do Irã sob pressão significativa, isso proporcionou uma oportunidade para os grupos rebeldes lançarem uma ofensiva.
De acordo com Nick Heras, analista do New Lines Institute for Strategy and Policy, os rebeldes estavam tentando impedir uma ofensiva do governo sírio que estava sendo moldada por ataques aéreos russos e sírios em áreas rebeldes. Acredita-se que a presença de grupos apoiados pela Turquia na ofensiva seja um aviso dos turcos à Rússia e ao governo sírio para evitar quaisquer ofensivas na região.